# Аношкин, Михаил Петрович
Михаил Петрович Аношкин (1921—1982) — русский советский прозаик, журналист, редактор, издательский работник.
Заслуженный работник культуры РСФСР. Почётный гражданин города Кыштым.

## Биография
Сын рабочего. После окончания Кыштымского педагогического училища, направлен в  г. Карабаш, однако выбрал работу в кыштымской газете — «За цветные металлы». Позже, стал заведующим отделом писем газеты.
В 1940 призван в РККА. Участник Великой Отечественной войны. Окончил курсы парашютистов-десантников, был заброшен в тыл врага, в Брянский партизанский край. Выполнял особые задания. В июле 1944 при форсировании Вислы был тяжело ранен. Представлен к присвоению ему звания Героя Советского Союза, но решением командира 61-го стрелкового корпуса генерал-майора И. Ф. Григорьевского награждён орденом Отечественной войны 1-й степени. После госпиталя вернулся в Кыштым, в редакцию газеты.
Позже учился в Свердловской партийной школе, после окончания которой, работал редактором газеты «Заветы Ленина» в Сосновском районе Челябинской области. В 1950-е годы — ответственный секретарь областной молодежной газеты «Комсомолец».
В 1957 году избран ответственным секретарём Челябинского отделения Союза писателей РСФСР. С 1963 года на партийной работе, в Челябинском обкоме КПСС. Внёс большой вклад в развитие книгоиздательского и журналистского дела в области.
В 1968 году М. Аношкин стал первым редактором газеты «Вечерний Челябинск».
Похоронен в Челябинске на Успенском кладбище.

## Творчество
Дебютировал как писатель в 1948 году. Автор 25 книг— романов, повестей, сборников рассказов.

## Сочинения
- «Инструктор горкома». Благовещенск, 1953
- «Про город Кыштым». Челябинск, 1968
- «Семья Ладейщиковых», Челябинск, 1954
- «Суровая юность», Челябинск, 1958
- «Уральский парень», Челябинск, 1960.
- «Прорыв», М., Воениздат, 1965
- «Особое задание»,
- «Трудный переход». М., Воениздат, 1971
- «Мой знакомый учитель»,
- «Просто жизнь»,
- «Кыштымцы». Челябинск, 1975, 1979
- «Кыштымские были». Челябинск, 1979
- «Рубежи», Челябинск, 1981
- сборники рассказов
  - «Сугомак не сердится», Челябинск, 1956
  - «Человек ищет счастья». Челябинск, 1959

Особое место в творчестве М. Аношкина занимают книги о войне, которые показывают события тех дней глазами солдата. Рассказывая о трагических первых месяцах войны, автор точно воспроизводил и тревожную обстановку всеобщей растерянности, подавленности, и мужество, стойкость, героизм наших солдат.
Три книги писатель посвятил детям: «Приключение Герки и Павлика на Увильдах», «Славка», «Сёмкина находка» (приключенческая повесть о героическом поступке ребят во время войны на оккупированной фашистами территории, о том как мальчишки смогли спасти полковое знамя).

## Награды
- орден Отечественной войны 1-й степени (07.09.1944)[1]
- орден Трудового Красного Знамени
- медаль «За отвагу» (24.01.1943)[1]
- Заслуженный работник культуры РСФСР
- Почётный гражданин города Кыштым.

## Память
- В Кыштыме и Челябинске есть улицы, названные именем М. П. Аношкина.